# Pantai Norasingh Co.
Pantai Norasingh Co. es una empresa manufacturera tailandesa exportadora de productos alimenticios orientales.

## Historia
Fue fundada por Somsak y Suri Wattanaporn . Al principio, era una empresa familiar y los productos iniciales fueron galletas de gambas y pimienta. Los vendieron en la estación de Majachai, provincia de Samut Sakhon. Cuando los productos comenzaron a popularizarse, se estableció la primera fábrica en 1962 y se registró en el comercio con el nombre “Pantai Norasingh Co.Ltd.”. Fue la primera empresa que el Departamento de Administración de Alimentos y Drogas acreditó para exportar productos de salsas, condimentos y pastas de pimiento en Tailandia.
En 1967 se construye una nueva fábrica con una modernizada tecnología. A través de esa práctica, ha sido acreditados con numerosos premios y certificaciones incluyendo: Premio a la Exportación 2005 “Primer Ministro” (Mejor marca de Propiedad Tailandesa y Exportadora), certificación HALAL, GMP, HACCP e ISO 9001:2000, así como la certificación BRC.
"La Marca Pantainorasingh" se exporta a más de 40 países en todo el mundo: Estados Unidos de América, Canadá, varios países de Europa y Medio Oriente, Australia así como diversos países asiáticos.

## Productos
1. Salsa.
2. Aderezo salsa.
3. Pasta de chile y chile en polvo.
4. Productos de pescado.
5. Escabeche de productos en conserva.